# جيمس وايلدر جونيور
جيمس وايلدر جونيور (بالإنجليزية: James Wilder, Jr.)‏ هو لاعب كرة قدم أمريكية ولاعب كرة قدم كندية أمريكي، ولد في 14 أبريل 1992 في تامبا في الولايات المتحدة.

## وصلات خارجية
- جيمس وايلدر جونيور على موقع مرجع كرة القدم المحترفة.كوم (الإنجليزية)